# Alexei Zolotarev
Alexei Zolotarev (egentligen Zolotarjov), född 1969, bror till Andrej Zolotarjov, är en kazakisk bandyspelare som spelat i Brobergs IF, Akzjajyk (Kazakstan) och i Bollnäs GIF. Men han gick sedan tillbaka till Brobergs IF för att fungera som en ledare som kunde hoppa in och spela om det behövdes. 
Zolotarev kan spela både som anfallare och som mittfältare men publiken har lärt känna honom som en kreativ offensiv mittfältare med styrkor i passningsspelet och klubbtekniken.
Alexei har även spelat fotboll i division 5 med klubben Sandarne SIF (som numera spelar i division 6).